# شباب العدالة
شباب العدالة (بالإنجليزية: Young Justice)‏ قصة مصورة خيالية لشركة دي سي كومكس عن مجموعة من ألأبطال الخارقين أصدرت في يونيو سنة 2008، أقتبست منها عدة أعمال مثل السلسلة التلفزية شباب العدالة